# Lael Varella
Lael Vieira Varella (Muriaé, 19 de fevereiro de 1939) é um político brasileiro filiado ao Partido Social Democrático (PSD), ex-deputado federal pelo estado de Minas Gerais, também foi Senador pelo mesmo estado.
Em 1955, Lael Varella seguiu para Teófilo Otoni, no nordeste mineiro, onde recusou emprego público no DNER para trabalhar em um armazém de cereais. A partir de 1963 começou sua vida empresarial ao fundar as empresas Auto Posto Bela Vista e Bela Vista Transportes. Como prova de seu sucesso, em pouquíssimo tempo o Posto Bela Vista tornou-se o 20º Posto Shell do Brasil em galonagem vendida.Criou e dirigiu empresas, algumas delas conhecidas nacionalmente, como as concessionárias Scania.
Na área de criação de cavalos manga-larga marchador, é considerado por vários anos como o número 1 do ranking nacional, tendo vários títulos acumulados. Foi presidente do Sindicato Rural de Muriaé entre 1981 e 1986, período em que estruturou a entidade para atendimento médico-odontológico a mais de 20 mil trabalhadores rurais. Foi em sua gestão que foi construído o Parque de Exposições de Muriaé, onde diversos shows, exposições agropecuárias e uma série de outros eventos são realizados.
Com atuação de destaque como líder sindical, Lael Varella tornou-se um líder da classe ruralista, defendendo os interesses dos trabalhadores junto ao governo. Participou de diversos debates e palestras em defesa das causas ruralistas. Toda a experiência como empresário e líder sindical serviram de base para que Lael Varella seguisse para a carreira política.
Eleito Deputado Federal constituinte em 1986, foi reeleito consecutivamente a sete mandatos.
Em 2010, com 243.884 votos, Lael Varella foi o 17º Deputado Federal mais votado do país. Na última eleição, dos 513 Deputados Federais, apenas 20 foram eleitos com votação própria. Lael Varella foi um deles. Os outros 493 se elegeram com votos de legenda e coligação. No Brasil, entre os 20 Deputados Federais mais votados, ele ocupa o primeiro lugar em percentual em seu domicílio eleitoral, com 52% dos votos válidos.
Mas é na área da saúde que Lael Varella realizou a maior de suas obras: o Hospital do Câncer de Muriaé, da Fundação Cristiano Varella. Maior obra pública já construída por um parlamentar na história do país, hoje é uma referência nacional no tratamento oncológico.
É pai do empresário e deputado federal por Minas Gerais Misael Varella.